# Bujny (województwo łódzkie)
Bujny – wieś w Polsce położona w województwie łódzkim, w powiecie piotrkowskim, w gminie Wola Krzysztoporska.

## Historia
W XIX wieku wieś nosiła nazwę Bujny Milejowskie. Miało to związek z przynależnością wsi do parafii rzymskokatolickiej pw. św. Józefa w Milejowie. W 1827 roku w Bujnach Milejowskich w 15 domach mieszkało 107 osób, natomiast w latach osiemdziesiątych XIX wieku liczba ta wzrosła do 284 mieszkańców w 31 domach. 
Do lat dwudziestych XX wieku istniał we wsi rozległy majątek ziemski należący do Niemca
Olisa Wünsche. Po II wojnie światowej folwark rozparcelowano, a w pałacyku i dworskim parku swą siedzibę znalazł Zespół Szkół Rolniczych. W latach 1975–1998 miejscowość administracyjnie należała do województwa piotrkowskiego.

## Zabytki
Według rejestru zabytków Narodowego Instytutu Dziedzictwa na listę zabytków wpisany jest park dworski z II połowy XIX wieku.

## Urodzeni w Bujnach
- Romuald Jarmułowicz – polski polityk, samorządowiec, senator II RP, prezydent Częstochowy (1927-1930)[6].